# ویلیام فرانسیس هیله‌براند
ویلیام فرانسیس هیله‌براند (آلمانی: William Francis Hillebrand؛ ۱۲ دسامبر ۱۸۵۳ – ۷ فوریهٔ ۱۹۲۵) یک شیمی‌دان اهل آلمان بود.